# Gonzalo Córdoba
Gonzalo Germán Córdoba (Villa Domínico, Buenos Aires, Argentina, 29 de marzo de 2000) es un futbolista argentino que juega como extremo derecho en Dibba Al-Fujairah Club, de la UAE Pro League.

## Trayectoria

### Racing Club
Fue promovido de la reserva por Eduardo Coudet en 2018.

## Clubes
| Club                               | País                   | Año             | Partidos | Goles |
| ---------------------------------- | ---------------------- | --------------- | -------- | ----- |
| Racing Club                        | Argentina              | 2018 - 2022     | 2        | 0     |
| Barracas Central (Cedido)          | Argentina              | 2019 - 2020     | 1        | 0     |
| Universidad de Concepción (Cedido) | Chile                  | 2020 - 2021     | 0        | 0     |
| Al Jazira Al Hamra (Cedido)        | Emiratos Árabes Unidos | 2022 - 2023     | 0        | 0     |
| Dibba Al-Fujairah Club (Cedido)    | Emiratos Árabes Unidos | 2023 - Presente | 0        | 0     |